# Rio Botucaraí
Rio Botucaraí é um curso de água do estado do Rio Grande do Sul. Ele pertence a sub-bacia hidográfica de Botucaraí, que compõe a Bacia Hidrográfica do Jacuí.
Banha as cidades de Cachoeira do Sul, Candelária, Cerro Branco, Novo Cabrais, Passa-Sete, Sobradinho e Lagoa Bonita do Sul.